# Flete
Flete – wieś w Anglii, w hrabstwie Kent, w dystrykcie Thanet. Leży 23 km na północny wschód od miasta Canterbury i 106 km na wschód od centrum Londynu.